# Neserigone
Neserigone (Eskov, 1992) è un genere di ragni appartenente alla famiglia Linyphiidae.

## Distribuzione
Le tre specie oggi attribuite a questo genere sono state rinvenute in Giappone: l'unica specie reperita anche in Russia è la N. basarukini.

## Tassonomia
A dicembre 2011, si compone di tre specie:
- Neserigone basarukini Eskov, 1992[3] — Russia, Giappone
- Neserigone nigriterminorum (Oi, 1960) — Giappone
- Neserigone torquipalpis (Oi, 1960) — Giappone